# یاماموتو کن‌ایجی
یاماموتو کن‌ایجی (انگلیسی: Ken'ichi Yamamoto; ۲۳ ژوئیهٔ ۱۹۵۶ – ۱۳ فوریهٔ ۲۰۱۴) رمان‌نویس اهل ژاپن بود.
وی همچنین برندهٔ جوایزی همچون جایزه نائوکی شده‌است.